# شمال شرقی آفریقا

نقشه شمال شرقی آفریقا

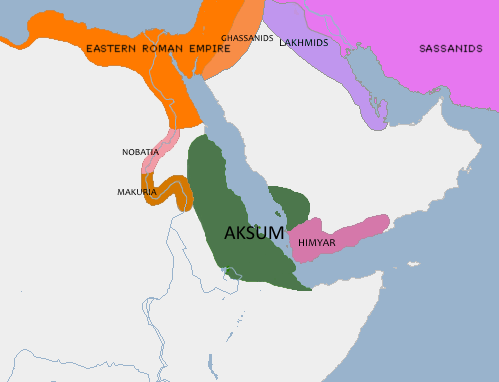
امپراتوری اکسوم در جنوب شاهنشاهی ساسانی و امپراتوری روم

شمال شرق آفریقا، یک منطقه جغرافیایی است که برای اشاره به کشورهای آفریقایی واقع در دریای سرخ و اطراف آن استفاده می‌شود. این منطقه حد واسط بین شمال آفریقا و شرق آفریقا است و شاخ آفریقا (جیبوتی، اریتره، اتیوپی و سومالی) و همچنین مصر و سودان را در بر می‌گیرد. این منطقه دارای تاریخچه بسیار طولانی سکونت با یافته‌های فسیلی از انسان‌های اولیه تا انسان امروزی است و یکی از متنوع‌ترین مناطق از نظر ژنتیکی و زبانی در جهان است که خانه تمدن‌های بسیاری است و در مسیر تجاری مهمی قرار دارد که چندین قاره را به هم متصل می‌کند.

## همچنین ببینید
- آفریقای شرقی
- شاخ آفریقا
- شمال آفریقا
- آفریقای جنوب شرقی
- شبه جزیره عربی
- ایران
- شام
- عراق
- مصر باستان
- پادشاهی کوش
- اتیوپی
- سرزمین پونت